# Barrier (volcan)
Pour les articles homonymes, voir Barrier.
Le volcan Barrier (litt. « volcan barrière ») est un volcan bouclier situé dans le Nord du Kenya. Sa dernière éruption date de 1921 ou 1922.
Le volcan « barrière » tient son nom du fait qu'il forme une barrière d'environ 20 kilomètres de long, s'étendant le long de la partie kényane de la vallée du grand rift, sur 15 kilomètres de large, qui sépare le lac Turkana, au nord, de la vallée de la Suguta et du petit lac Logipi, au sud. Il s'agit d'un complexe de quatre volcans qui se chevauchent ; d'ouest en est, on rencontre le Kalolenyang, le Kakorinya, le Likaiu West et le Likaiu East. Les roches du complexe sont composées à 90 % de trachyte.
Le Kakorinya est le plus récent, il forme le centre du complexe, et présente un cratère circulaire bien préservé ; sa caldeira de 3,8 kilomètres s'est formée il y a 92 000 ans. 
La majeure partie de la caldeira est remplie de laves trachitiques et phonolitiques éjectées récemment. Des cônes de scories et des coulées de lave datent du début de l'Holocène, sur les flancs nord et sud du complexe. Aux XIXe et XXe siècles, des éruptions et des coulées de lave se sont produites au Teleki sur le flanc nord et au cône Andrew sur le flanc sud. La dernière éruption connue date de 1921.